# Pulegona
La pulegona és un compost orgànic natural obtingut a partir dels olis essencials d'una varietat de plantes com l'herba gatera (Nepeta cataria), la menta pebrera (Mentha x piperita) i el poliol (Mentha pulegium). Es classifica com un monoterpè.
La pulegona és un líquid oliós incolor i clar i té una olor agradable similar al poliol, la menta i la càmfora. S'utilitza en agents aromatitzants, en perfumeria i en aromateràpia.